# Васильково (Ленинградская область)
Василько́во — деревня в Назиевском городском поселении Кировского района Ленинградской области России.

## История
Деревня Василково упоминается в Дозорной книге Водской пятины Корельской половины 1612 года в Егорьевском Теребужском погосте Ладожского уезда.
На карте Ингерманландии А. И. Бергенгейма, составленной по шведским материалам 1676 года, обозначена деревня Wasilkowa.
Затем пограничное село Василкова нанесено на «Географическом чертеже Ижорской земли» Адриана Шонбека 1705 года.
Как деревня Василково она упомянута на карте Ингерманландии А. Ростовцева 1727 года.
На карте Санкт-Петербургской губернии Я. Ф. Шмидта 1770 года обозначена деревня Васильково.
На карте Санкт-Петербургской губернии Ф. Ф. Шуберта 1834 года обозначено село Василькова и при нём усадьбы Помещика Хоржевского и Помещика Сахарова.

ВАСИЛЬКОВО — село принадлежит действительной тайной советнице Коржевской, чиновнику 9 класса Сахарову, надворному советнику Калгину и капитану Крутову, число жителей по ревизии: 52 м. п., 42 ж. п.

В оном церковь каменная во имя Святого Николая Чудотворца (1838 год)

На карте профессора С. С. Куторги 1852 года также упоминается село Васильково.

ВАСИЛЬКОВО — село разных владельцев, по просёлочной дороге, число дворов — 5, число душ — 19 м. п. (1856 год)

ВАСИЛЬЕВСКИЙ — погост при реке Лаве, число дворов — 2, число жителей: 3 м. п., 2 ж. п.; Церковь православная.

ВАСИЛЬКОВА СЕЛА — мыза владельческая при реке Лаве, число дворов — 3, число жителей: 3 м. п., 9 ж. п.

ВАСИЛЬКОВА СЕЛА — мыза владельческая при реке Лаве, число дворов — 3, число жителей: 12 м. п., 2 ж. п.

ВАСИЛЬКОВА СЕЛА — мыза владельческая при реке Лаве, число дворов — 3, число жителей: 1 м. п., 2 ж. п.

ВАСИЛЬКОВА СЕЛА — мыза владельческая при реке Лаве, число дворов — 2, число жителей: 3 м. п., 1 ж. п. (1862 год)

Согласно материалам по статистике народного хозяйства Новоладожского уезда 1891 года одно из имений при селении Васильково площадью 1812 десятин принадлежало жене генерал-адъютанта А. В. Вилламовой и было приобретено в 1869 году за 19 026 рублей, второе имение принадлежало тайному советнику А. Ф. Зубареву с супругой, имение было приобретено до 1868 года.
В конце XIX века село административно относилось к Шумской волости 1-го стана Новоладожского уезда Санкт-Петербургской губернии, в начале XX века — 4-го стана.
По данным 1905 года землевладельцами села Васильково были: наследники отставного штабс-капитана Александра Николаевича Андриевского — 704 десятины; тайный советник Зубарев Андрей Фёдорович — 727 десятин; его жена Екатерина Иосифовна Зубарева — 288 десятин; отставной гвардии полковник Иван Фёдорович Зубарев — 964 десятины; крестьянин Шлиссельбургского уезда Дмитрий Ефимович Колотов — 2532 десятины.
С 1917 года село Васильково входило в состав Васильковского сельсовета Шумской волости Волховского уезда, а деревня Троицкое входила в состав Путиловской волости Шлиссельбургского уезда. Граница между уездами проходила по реке Лаве.
С 1918 года деревня Троицкое в составе Троицкого сельсовета Лукинской волости.
С 1922 года деревня Троицкое в составе Путиловской волости.
С 1923 года деревня Троицкое в составе Петроградского уезда.
С 1924 года деревня Троицкое в составе Мучихинского сельсовета.
Согласно данным переписи населения СССР 1926 года в деревне Троицкое Мучихинского сельсовета Путиловской волости Ленинградского уезда проживали 256 человек — все русские; на погосте Васильково Васильковского сельсовета Шумской волости Волховского уезда проживали 33 человека — большинство русские, а также эстонцы.
С 1927 года село Васильково в составе Васильковского сельсовета Мгинского района, а деревня Троицкое в составе Мучихинского сельсовета.
С 1928 года деревня Троицкое также в составе Васильковского сельсовета Мгинского района.
По данным 1933 года село Васильково являлось административным центром Васильковского сельсовета Мгинского района, в который входили 8 населённых пунктов, деревни: Городище, Лукинское, Мучихино, Никольское, Подолье, Сирокасска, Троицкое и село Васильково, общей численностью населения 1380 человек.
По данным 1936 года в состав Васильковского сельсовета входили 7 населённых пунктов, 275 хозяйств и 6 колхозов.

План деревни Троицкая и села Васильково. 1941 год

Согласно топографической карте РККА 1941 года деревня называлась Троицкая и насчитывала 54 двора. В селе Васильково находились: церковь, дом отдыха, совхоз «Васильково» и Опытная мельничная станция.
В 1958 году население села Васильково и деревни Троицкое составляло 135 человек.
С 1960 года село Васильково и деревня Троицкое в составе Волховского района.
С 1961 года село Васильково и деревня Троицкое в составе Путиловского сельсовета.
По данным 1966 и 1973 годов деревня Васильково также находилась в подчинении Путиловского сельсовета Волховского района.
По данным 1990 года деревня Васильково входила в состав Назиевского поссовета Кировского района.
В 1997 году в деревне Васильково Назиевского поссовета проживали 33 человека, в 2002 году — 140 человек (русские — 87 %).
В 2007 году в деревне Васильково Назиевского ГП — 132.

## География
Деревня расположена в северо-восточной части района на автодороге 41А-120 (подъезд к станции Жихарево), к югу от федеральной автодороги Р21 (E 105) «Кола» (Санкт-Петербург — Петрозаводск — Мурманск).
Расстояние до административного центра поселения — 5 км.
Расстояние до ближайшей железнодорожной станции Жихарево — 4 км.
Деревня находится на реке Лава.

## Демография
| 1862 | 2007 | 2010 | 2017 |
| ---- | ---- | ---- | ---- |
| 161  | ↘132 | ↘75  | ↗111 |

## Галерея

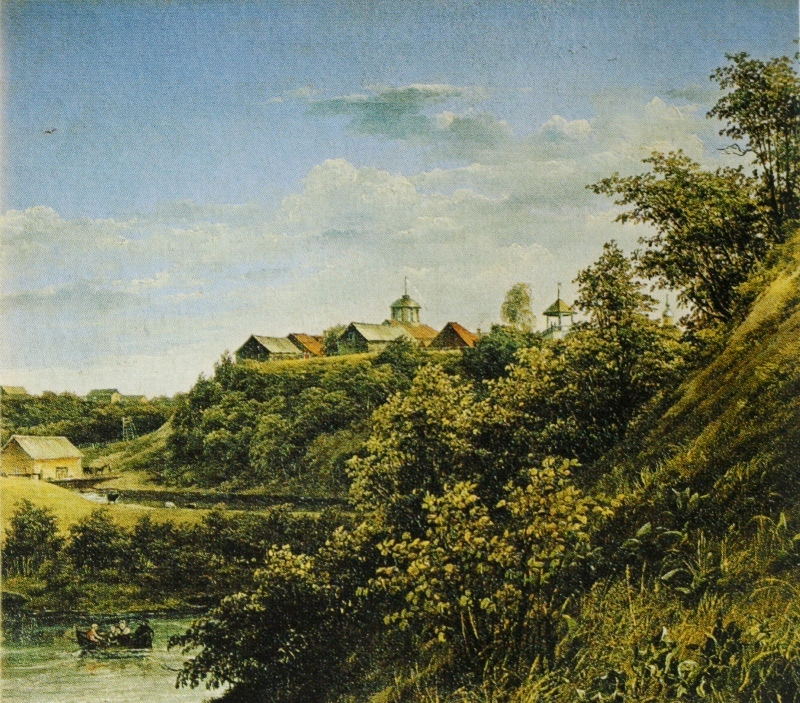
М. И. Лебедев. «Васильково. Имение инспектора Академии художеств А. И. Крутова[К. 1]». 1833 год
Памятник советским воинам. 2015 год
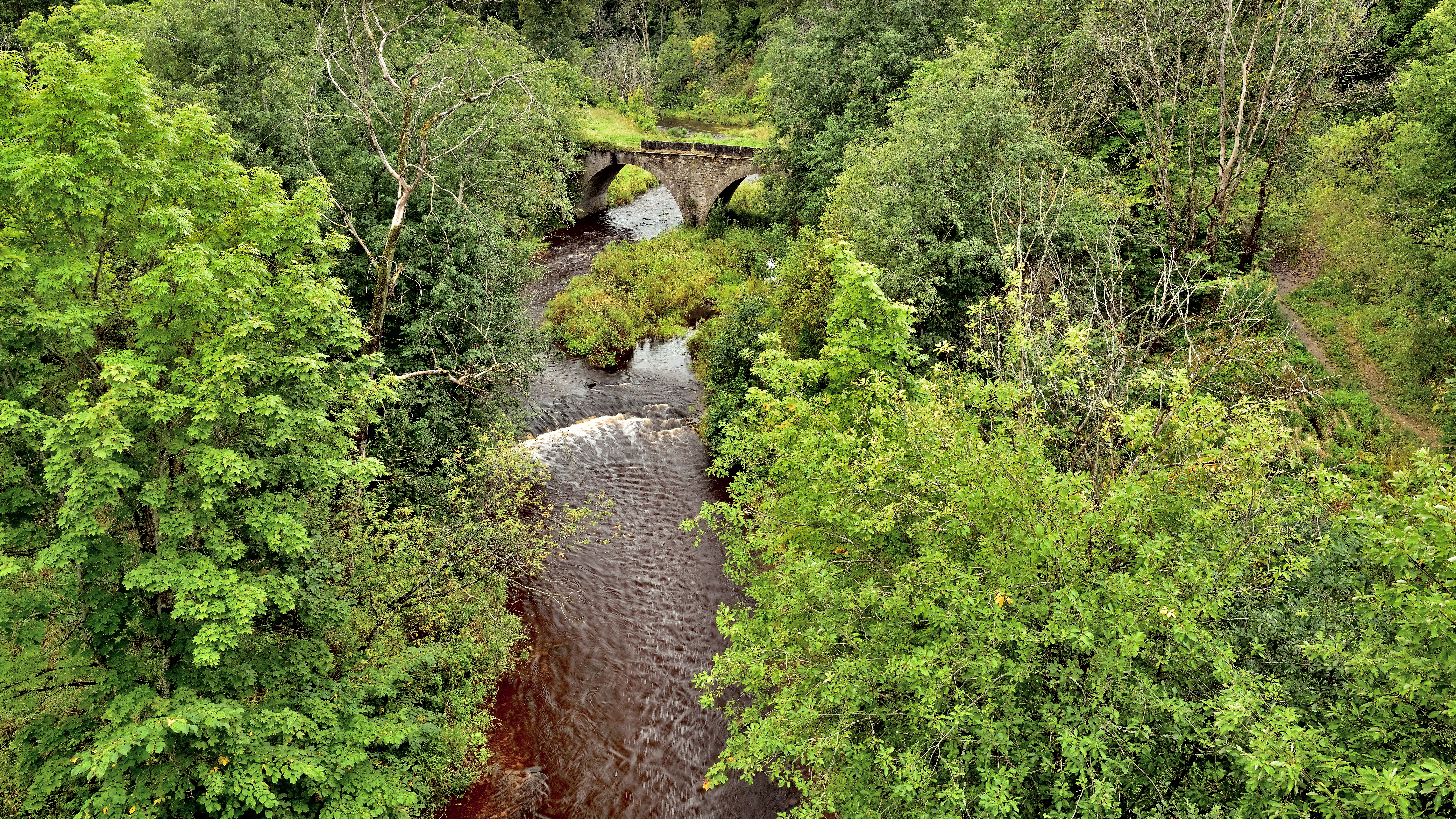
Вид на каньон реки Лава с моста в деревне Васильково. 2020 год

## Комментарии
1. 1 2  Андрей Иванович Крутов (1794—1860) — капитан, награждён серебряной медалью 1812 года. Выйдя в отставку, был назначен инспектором Училища Академии художеств, удостоен ордена Св. Анны. Похоронен на Новодевичьем кладбище Санкт-Петербурга.